# Чар
Чар (до 1930-х годов по-русски именовался Чар-Гурбан, каз. Шар) — река в Абайской области Казахстана. Является левым притоком Иртыша. Длина реки — 230 км.
Исток и основное течение в Жарминском районе области, устье на территории сельских округов города Семей. Исток реки находится в 10 км юго-восточнее села Кентарлау Жарминского района. Течёт сначала преимущественно на северо-запад, затем на север. Река менадрирует: на параллельных участках русла расположены села Жанаозен и Калбатау. В среднем течении на реке расположен город Чарск, от которого до места впадения в Иртыш длина реки по руслу составляет 120 км. Чар впадает в Иртыш примерно в 3 км севернее деревни Булак акимата Семей, в 12 км западнее посёлка Шульбинск, расположенного в низовьях Шульбинского водохранилища.
На реке расположено Чарское водохранилище, а также подпитываемое рекой рукотворное Чарское озеро.